# 스코티시 폴드
스코티시 폴드(Scottish Fold)는 고양이 품종 가운데 하나이다.

## 기원 및 역사
스코틀랜드 테이 사이드 지역 쿠파 앙구스의 어느 농장에서 양치기 윌리엄 로스(William Ross)가 발견한 고양이 "수지(Susie)"로, 1961년 최초 발견 후 1978년 CFA(Cat Fanciers' Association)으로부터 챔피언십 지위를 부여받으며 순종으로 인정받았다. 스코틀랜드(Scottish)에서 발견된 고양이이고, 귀가 접힌(Fold) 특이한 생김새 때문에 '스코티시 폴드(Scottish Fold)'라는 이름이 붙게 되었다.

## 전설
리처드 3세가 영국을 통치하던 시기, 헨리 와이어트 경은 헨리 튜더를 왕으로 추대하려는 계획을 주도하다 발각되어 아무도 모르게 탑 꼭대기 감옥에 갇히게 되었다. 탑 꼭대기 감옥은 삼엄한 경비가 있어서 와이어트 경은 그 누구에게도 도움을 요청할 수 없었다. 절망에 빠진 어느 날 독방 창문 쇠창살 사이로 그가 기르던 스코티시 폴드 고양이가 찾아왔다. 주인의 위험을 감지하고, 그를 찾아 위험한 장소까지 숨어든 고양이의 용기에 다시 희망을 찾은 와이어트 경은 고양이 목줄 사이에 편지를 써서 헨리 튜더 세력들과의 교류에 성공하게 된다. 스코티시 폴드의 위험한 편지 배달을 계속되었고, 시간이 지나 결국 계획을 성공하며 왕권교체를 이루게 된다. 그 후 스코티시 폴드는 그 공로를 인정받아 고양이로는 최초로 훈장을 수여 받았다.

## 외형적 특성
스코티시 폴드에게는 다른 고양이와 다른 독특한 외형적 특성이 있는데, 그것은 귀가 접혀있다는 것이다. 일반적인 귀를 가진 타입도 존재하지만 접힌 귀로 유명하다. 접힌 귀는 불완전한 우성 유전자에 의해 생산된 것으로 자생적인 돌연변이의 결과이다. 태어날 때는 모두 곧은 귀를 가지고 태어나지만 3주~4주 정도가 되면 귀가 접히는지의 여부가 결정된다. 체형은 둥글고 통통한 편이며, 털은 짧고 조밀하고, 크고 동그란 눈을 가지고 있다. 또한 납작하고 동그란 얼굴형을 가지고 있는데 이러한 생김새 때문에 '픽시(요정)', '올빼미', '아기곰'라는 별명이 있다. 털은 장모, 단모로도 태어날 수 있다.

## 성격적 특성
성격은 매우 부드러운 편인데, 적응력이 좋아 낯선 곳에서도 겁먹지 않는다. 다른 동물이나 아이들에게도 영향받지 않는다. 울음소리는 작은 편이며 인간과 교감하는 것을 좋아해 애교와 응석도 많은 편이다.

## 유전병
스코티시 폴드의 접힌 귀는 스코티시 폴드의 유전자 돌연변이, 즉 유전병인 '골연골이형성증'에 의한 것이다. 이 유전병은 귀뿐만 아니라 다른 뼈와 연골, 그리고 고양이의 수명에도 영향을 미치며, 유전 질환이기 때문에 완치가 불가능하다. 
골연골이형성증의 증상은 앞으로 접힌 귀, 성장 장애, 꼬리가 짧고 두꺼운 것, 관절의 크기가 커지는 것, 뼈가 두껍게 보이는 것과 부드럽다고 느껴지는 것, 척추 편위,  보행 자세 이상, 통증, 통증으로 인해 고양이가 점프 또는 활동을 하지 못하는 것 등이 있다.
고양이가 골연골이형성증을 진단받으면 그때부터 적절한 치료와 증상 악화를 막기 위한 생활 관리 등이 되어야 하는데 특히 비만 관리가 철저하게 되어야 한다. 

## 같이 보기
- 아메리칸 컬